# Jàson de Tars
|  | Per a altres significats, vegeu «Jàson (desambiguació)». |

Jàson de Tars fou un dels Setanta deixebles. Acollí tres seguidors de Jesús i els amagà de les autoritats, posteriorment viatjà a Corfú per predicar el cristianisme, convertint la princesa local (que va sobreviure a l'intent d'assassinat del seu pare per un miracle). Al final de la seva vida fou nomenat bisbe de Tars. És venerat com a sant a tota la cristiandat. Jàson és venerat per les tradicions catòlica i ortodoxa. La festivitat és, en el primer cas, el 12 de juliol, i el 28 d'abril en el segon. Els coptes el celebren el 3 de Baixons.
El seu nom apareix a les Fets dels Apòstols, 17. A casa seva, a Tessalònica, es refugiaren Pau de Tars, Silas i Timoteu d'Efes. Fou llavors arrestat i va haver de pagar una fiança per sortir-ne. També és citat a l'Epístola als romans, 16, 21. La tradició posterior afegeix detalls inversemblants a la seva vida. Segons ella, era nascut a Tars, i Sant Pau el va nomenar bisbe de Tars. Amb Sosípater viatjà a l'illa de Corfú, on edificà una església en honor de Sant Esteve màrtir i convertí molta gent al cristianisme. El rei de Corfú, en veure-ho, va fer-lo detenir i a la presó convertí set pagans més: Sadurní, Jaquíscol, Faustià, Januari, Marsali, Eufrasi i Mammi. El rei va fer matar aquests set fent-los ficar en una olla bullent.
La filla del rei, Cèrcira (el nom grec de l'illa de Corfú), en veure la mort dels màrtirs, es convertí i repartí les seves joies entre els pobres. El rei l'arrestà i la comminà a abjurar del cristianisme; com que no volgué, ordenà de cremar la presó, però la seva filla va sortir-ne il·lesa. El miracle va fer que molta gent es convertís i demanés el baptisme. Finalment, Cèrcira fou lligada a un arbre i morta assagetada.
Els nous cristians marxaren a una illa propera fugint del rei, que els perseguí però que, de camí, morí ofegat en enfonsar-se'n el vaixell. El nou rei es convertí al cristianisme i rebé el nom de Sebastià. Des de llavors, Sosípater i Jàson predicaren lliurement l'Evangeli i instituïren l'església de Corfú, i hi moriren en edat avançada.